# محمد كاديك
محمد كاديك (14 يونيو 1969، المدية) هو إعلامي وشاعر وناقد جزائري، نائب سابق بالمجلس الشعبي الوطني، باحث بمخبر الترجمة والمصطلح بجامعة الجزائر 2، متحصل على درجة دكتوراه علوم، تخصّص قضايا الأدب والدراسات النقدية والمقارنة.

## مساره المهني
بدأ مساره المهني معلما بمدرسة تيزي المهدي بولاية المدية، ثم اشتغل بالصحافة بداية من 1992، أسس جريدة «سواسن» الخاصة بالأطفال سنة 1995، وتعامل مع عدد من الصّحف الوطنية والدّولية على غرار "البلاد"، «الأنباء» و«إيلاف» الإلكترونية، وانتسب إلى جريدة «الشعب» سنة 1996، بصفة محرّر مشرف على ركن «دنيا الأطفال»، وتدرّج في العمل الإعلامي إلى أن شغل رئاسة التحرير بجريدة الشعب بين 2007 و2012، شارك في إعداد حصة «كلام القصيد» للتلفزيون الجزائري سنة 2005، وقدم حصة «قراءات» على تلفزيون «الجزائرية الثالثة» من 2010 إلى 2017. يشتغل حاليا بجريدة الشعب، ويتعاون مع قسم اللغة والأدب العربي واللغات الشرقية بجامعة الجزائر2.

## مؤلفاته

### الشعر
- «ورد وسكر»، وهي أناشيد وقصائد خاصة بالأطفال[7][8]،
- «بالحياة.. مع وقف التنفيذ»، مجموعة شعرية
- «بقايا كلام.. شيء يشبه الشعر» مجموعة شعرية مخطوطة

### الرواية
- 2016 – «طريق إلى الشمس»، رواية ، منشورات المؤسسة الوطنية للنشر والإشهار (ANEP)،[4] (ردمك 9789961756454). وهي الرواية التي وصلت إلى القائمة القصيرة في مسابقة محمد ديب للرواية.[9]
- «الشمس والغربال»،[4]
- 2024 – «باب الأقواس ..ليالي مدينة الجدار»[10][11] نالت موقعا في القائمة الطويلة للعناوين المرشحة لجائزة آسيا جبار للرواية.[12][13][14]

### الدراسات النقدية
- 2016 – «قصة الملك سيف التيجان: دراسة أجناسية» – دار الألمعية، قسنطينة[15]
- 2016 – «سؤال السخرية وأدوات الكتابة الساخرة»،
- 2019 – «من الملحمة إلى الرواية: آليات الانتقال الأجناسي» دراسة نقدية، صدرت عن دار التنوير، الجزائر.[16][17]
- 2020 – «سؤال السخرية وأدوات الكتابة الساخرة»، دراسة نقدية، دار ميم للنشر،الجزائر.[18]

### الترجمة
- «في قلب المعركة» ترجم من الفرنسية لكتاب المجاهد محمد الشريف ولد الحسين، دار القصبة للنشر، الجزائر.